# Meyer Abeles
Meyer Abeles (* ca. 1806 in Nikolsburg, Kaisertum Österreich; † 23. August 1887 in Kittsee, Burgenland, Österreich-Ungarn) war ein Rabbiner und Dajan.

## Leben
Mit seinen Talmudstudien beschäftigte er sich in Pressburg als Schüler des Moses Sofer. Er heiratete später in Kittsee eine Tochter des Dajan Mendel Katz († 3. April 1847) und bekleidete ab 1837 selbst das Amt eines Dajan. Ab 1844 oder 1847 war er auch als Rabbiner in Kittsee tätig.